# Abbaye de Monasterevin
L’abbaye de Monasterevin (en irlandais Mainistir Eimhín) est une ancienne abbaye cistercienne disparue située dans l'actuelle ville du même nom.
Fondée sur l'emplacement d'un monastère du VIIe siècle, alors disparu, en 1178 ou 1189, il connaît des débuts quelque peu tourmentés, participants entre autres à la conspiration de Mellifont. Par la suite, une période financièrement très difficile est mentionnée au XVe siècle.
L'abbaye est dissoute en 1539, puis passe par plusieurs propriétaires, qui finissent par la détruire pour construire d'autres édifices à sa place. Un manoir est érigé au XVIIIe siècle à son emplacement. En 1938, ce manoir finit par être racheté par les Sœurs de la charité de Jésus et de Marie qui en font une maison de formation médicale, toujours active au XXIe siècle.

## Localisation
L'abbaye était située sur les bords de la Barrow, dans l'actuelle ville de Monasterevin à laquelle elle a donné son nom.

## Histoire

### Fondation
L'abbaye est fondée par Dermot O'Dempsy, roi de Uí Failghe ; en plus de la traditionnelle dédicace cistercienne à sainte Marie, elle est également dédiée à saint Benoît. Les deux sources historiques, charte de fondation et tabula cistercienne, ne correspondent pas, l'une indiquant 1178 et l'autre 1189. La dédicace à Benoît a fait supposer à certains historiens une origine bénédictine et un changement d'affiliation onze ans plus tard, mais cette hypothèse est mise en doute.
En revanche, un monastère bien plus ancien existait sur place : l'abbaye de Rosglas, fondée au VIIe siècle et dont le nom viendrait du latin Rosea Vallis. C'est cette abbaye qui a donné son nom à Monasterevin, ce premier monastère ayant été fondé, selon la tradition, par saint Evin, disciple de saint Patrick,

### Moyen Âge
En 1199, l'abbé John est nommé évêque de Leighlin (en).
En 1227 et 1228, Monasterevin participe à la conspiration de Mellifont contre les Anglo-Normands. En conséquence, elle est temporairement détachée de la filiation de Mellifont pour être rattachée à Fountains jusqu'en 1274, date à laquelle la situation est rétablie.
En 1297, l'abbé est accusé d'héberger des criminels, des meurtriers et des voleurs irlandais, mais le tribunal juge que ces derniers se sont introduits dans son abbaye sans son consentement ; l'amende qui lui est infligée se limite à un demi-mark. En 1427, l'abbaye s'est considérablement appauvrie et son revenu annuel est estimé à seulement vingt livres ; cette pauvreté soudaine semble avoir entraîné la démission de l'abbé John et la nomination à sa place du moine Fergallus Omallyan.

### Dissolution puis destruction

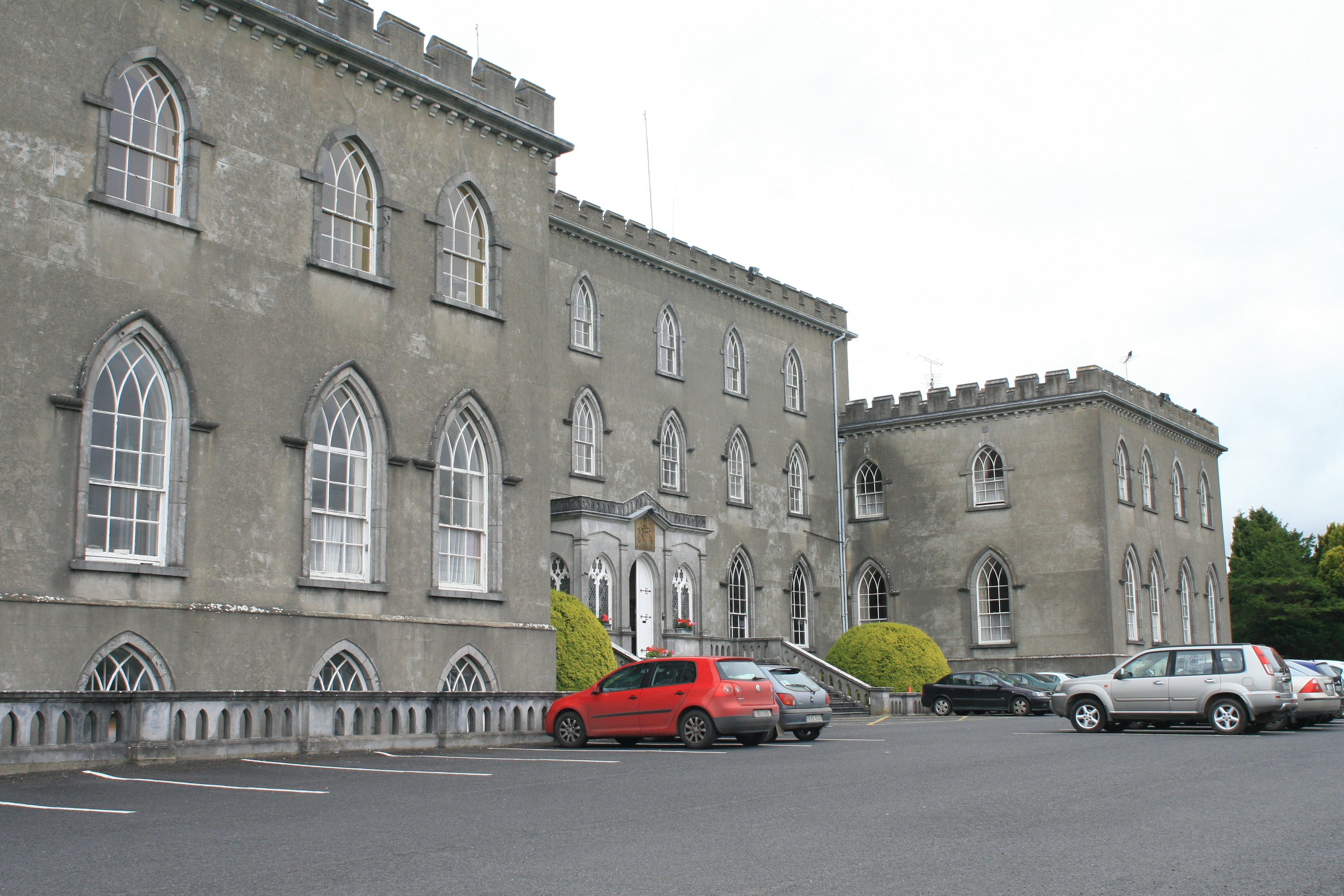
en, construite par Charles Moore sur le site de l'abbaye démolie.

L'abbaye est dissoute en 1539 et passe ensuite à George Tuchet (en) puis à Adam Loftus (en), enfin aux comtes de Drogheda (en) qui commencent la construction de la ville de Monasterevin non loin de l'abbaye,.
En 1767, l'abbatiale est détruite pour édifier avec ses pierres l'église paroissiale. Puis Charles Moore détruit tout ce qui reste du monastère pour édifier le manoir qu'il appelle Moore Abbey. En 1846, l'aménagement des jardins du manoir met au jour de nombreux squelettes ; le lieu est identifié avec le cimetière de l'abbaye.

### XXeetXXIesiècles
En 1924, John McCormack devient le locataire du manoir. Puis, en 1938, les Sœurs de la charité de Jésus et de Marie achètent le manoir et y installent la maison où elles forment des infirmières spécialisées dans les soins aux personnes atteintes d'un handicap mental,.

## Traces de l'abbaye
Aucune trace architecturale de l'abbaye n'a subsisté, sinon des pierres incorposées dans le nouveau bâtiment. En revanche, une trace littéraire existe : un manuscrit conservé à la Bibliothèque Bodléienne, daté de 1501, est un ordinal rédigé par le moine Donatus O'Kelly qui l'aurait écrit à la demande de l'abbé de Mellifont Thomas MacCostelloe,.